# جان-لوك شنايدر
جان-لوك شنايدر (بالفرنسية: Jean-Luc Schneider)‏ هو قسيس فرنسي، ولد في 18 سبتمبر 1959 في ستراسبورغ في فرنسا.